# HD 154733
HD 154733，又名BD+22 3073，SAO 84835、HR 6364，是一颗恒星，视星等为5.56，位于銀經43，銀緯32.45，其B1900.0坐标为赤經17h 2m 4.1s，赤緯+22° 32.45′ 10″。